# NGC 1844
NGC 1844 је расејано звездано јато у сазвежђу Златна риба које се налази на NGC листи објеката дубоког неба.
Деклинација објекта је - 67° 19' 25" а ректасцензија 5h 7m 30,7s. Привидна величина (магнитуда) објекта NGC 1844 износи 12,1. NGC 1844 је још познат и под ознакама ESO 85-SC48.